# Philonotis gracillima
Philonotis gracillima är en bladmossart som beskrevs av Johan Ångström 1876. Philonotis gracillima ingår i släktet källmossor, och familjen Bartramiaceae. Inga underarter finns listade i Catalogue of Life.